# العلاقات الأنغولية البالاوية
العلاقات الأنغولية البالاوية هي العلاقات الثنائية التي تجمع بين أنغولا وبالاو.

## مقارنة بين البلدين
هذه مقارنة عامة ومرجعية للدولتين:
| وجه المقارنة                                              | أنغولا           | بالاو                         |
| --------------------------------------------------------- | ---------------- | ----------------------------- |
| المساحة (كم2)                                             | 1.25 مليون       | 465                           |
| عدد السكان (نسمة)                                         | 29.78 مليون      | 21.73 ألف                     |
| الكثافة السكانية (ن./كم²)                                 | 23.82            | 4.67 ألف                      |
| العاصمة                                                   | لواندا           | نغيرولمود، كورور              |
| اللغة الرسمية                                             | اللغة البرتغالية | لغة إنجليزية، اللغة البالاوية |
| العملة                                                    | كوانزا أنغولي    | دولار أمريكي                  |
| الناتج المحلي الإجمالي (بليون دولار)                      | 124.21 مليار     | 291.54 مليون                  |
| الناتج المحلي الإجمالي (تعادل القوة الشرائية) بليون دولار | 184.83 مليار     | 326.12 مليون                  |
| الناتج المحلي الإجمالي الاسمي للفرد دولار أمريكي          | 4.10 ألف         | 13.50 ألف                     |
| الناتج المحلي الإجمالي للفرد دولار أمريكي                 |                  | 14.76 ألف                     |
| مؤشر التنمية البشرية                                      | 0.533            | 0.780                         |
| رمز المكالمات الدولي                                      | +244             | +680                          |
| رمز الإنترنت                                              | .ao              | .pw                           |
| المنطقة الزمنية                                           | ت ع م+01:00      | ت ع م+09:00                   |

## منظمات دولية مشتركة
يشترك البلدان في عضوية مجموعة من المنظمات الدولية، منها:
| علم المنظمة | اسم المنظمة                                 | تاريخ انضمام أنغولا | تاريخ انضمام بالاو |
| ----------- | ------------------------------------------- | ------------------- | ------------------ |
|             | منظمة حظر الأسلحة الكيميائية                | ?                   | ?                  |
|             | مؤسسة التمويل الدولية                       | 19 سبتمبر 1989      | 16 ديسمبر 1997     |
|             | يونسكو                                      | 11 مارس 1977        | 20 سبتمبر 1999     |
|             | البنك الدولي للإنشاء والتعمير               | 19 سبتمبر 1989      | 16 ديسمبر 1997     |
|             | مؤسسة التنمية الدولية                       | 19 سبتمبر 1989      | 16 ديسمبر 1997     |
|             | الأمم المتحدة                               | 1 ديسمبر 1976       | 15 ديسمبر 1994     |
|             | مجموعة دول أفريقيا والكاريبي والمحيط الهادئ | ?                   | ?                  |
|             | وكالة ضمان الاستثمار متعدد الأطراف          | 19 سبتمبر 1989      | 16 ديسمبر 1997     |

## وصلات خارجية
- موقع وزارة الخارجية الأنغولية